# Kanton Aunay-sur-Odon
Kanton Aunay-sur-Odon (fr. Canton d'Aunay-sur-Odon) je francouzský kanton v departementu Calvados v regionu Normandie. Po správní reformě kantonů sestává z 49 obcí, do roku 2015 se skládal ze 17 obcí. V květnu 2016 ho tvořilo 46 obcí (vzhledem k procesu slučování některých obcí).

## Obce kantonu
- Amayé-sur-Seulles
- Anctoville
- Aunay-sur-Odon
- Bauquay
- La Bigne
- Bonnemaison
- Brémoy
- Cahagnes
- Campandré-Valcongrain
- Caumont-l'Éventé
- Courvaudon
- Dampierre
- Danvou-la-Ferrière
- Épinay-sur-Odon
- Hottot-les-Bagues
- Jurques
- La Lande-sur-Drôme
- Landes-sur-Ajon
- Lingèvres
- Livry
- Le Locheur
- Les Loges
- Longraye
- Longvillers
- Maisoncelles-Pelvey
- Maisoncelles-sur-Ajon
- Malherbe-sur-Ajon [p 1]
- Le Mesnil-au-Grain
- Le Mesnil-Auzouf
- Monts-en-Bessin
- Noyers-Missy [p 2]
- Ondefontaine
- Parfouru-sur-Odon
- Roucamps
- Saint-Germain-d'Ectot
- Saint-Jean-des-Essartiers
- Saint-Louet-sur-Seulles
- Saint-Pierre-du-Fresne
- Sept-Vents
- Seulline [p 3]
- Torteval-Quesnay
- Tournay-sur-Odon
- Tracy-Bocage
- La Vacquerie
- Villers-Bocage
- Villy-Bocage